# Колодетриніт

Колодетриніт.JPG

Колодетриніт (рос. коллодетринит, англ. collodetrinite, нім. Collodetrinit m) — мацерал підгрупи детровітриніту в мацеральній групі вітриніту, що залягає у вигляді тонкозернистої вітринітової основної маси, яка зв'язує інші компоненти вугілля.

## Загальний опис
Термін введений в 1994 р. Міжнародним комітетом з петрології вугілля і органічної речовини (МКПВОР) для позначення компактної вітринітової основної маси мікролітотипів клариту, тримацериту і вітринертиту.

## Походження назви
Походження слова: kolla (грец.) — клей, detritus (лат.) — абразія.
Синоніми: вітриніт В; гетероколініт; десмоколініт; аттриніт (буре вугілля); денсиніт (буре вугілля).

## Склад і властивості
У порівнянні з колотелінітом в колодетриніті відсутня структурна цілісність і він має менш виражений шаруватий характер. К. — суміш вітринітових частинок крупністю менше 10 мкм і аморфної вітринітової речовини. К. містить більше субмікроскопічних неорганічних речовин, ніж інші вітринітові мацерали. Разом з тим, на відміну від вітридетриніту частинки компонента не виразно видні під оптичним мікроскопом в зв'язку з високою мірою гомогенізації; К. має тонкозернисту поверхню, особливо у суббітумінозному і бітумінозному вугіллі з високим виходом летких. Шліфований розріз, виконаний перпендикулярно до площини нашарування, показує К. як шари різної товщини. Паралельно до нашарування К. виглядає як плями неправильної форми. У молодому вугіллі К. може мати пористу поверхню і внутрішні плями. По мірі збільшення ступеню вуглефікації стає все важче розпізнати колодетриніт і колотелініт. Присутність К. в антрациті пояснюється тим, що К., який має власну морфологію, перемішаний з інертодетринітом. Після травлення зразка помітна тільки відшліфована частина К., яка називається криптовітродетринітом.
За кольором і відбивною здатністю К. близький до вітриніту. У вугіллі діапазону від 0,5 % до 1,4 % Rr відбивна здатність К. нижче відбивної здатності відповідного колотелініту приблизно на 0,05-0,10 % Rr. Переходи носять поступовий характер. По мірі збільшення ступеня вуглефікації відмінності зникають. Анізотропія К. відрізняється від мацералів ліптинітової групи. При схрещених ніколях можна виявити початкову присутність цього мацерала. У осадових породах, особливо глинистих сланцях, відбивна здатність може бути трохи нижче, ніж у вугіллі відповідного ступеня вуглефікації.
Колір та інтенсивність флуоресценції К. змінюються в залежності від ступеня вуглефікації. Флуоресценція К. починається при 0,6 % Rr і досягає максимальної інтенсивності в діапазоні 1,0-1,2 % Rr, після чого швидко спадає. Кольори флуоресценції від жовто-коричневого до червоно-оранжевого і червоно-коричневого. Інтенсивність флуоресценції К. вище, ніж у відповідного колотелініту. На інтенсивність також впливають попутні ліптинітові мацерали. У присутності альгініту і кутиніту інтенсивність флуоресценції К. вище, ніж у випадку попутного спориніту. К. відрізняється від колорезиніту дещо вищою інтенсивністю останнього, а також різними внутрішніми структурами. «Темний вітриніт» в порівнянні з К. також характеризується інтенсивнішою флуоресценцією. У осадових породах, особливо глинистих сланцях, флуоресценція може бути інтенсивнішою, ніж у попутному вугіллі.

## Походження
К. є похідним паренхімних і деревних волокон коріння, стебел і листя, що складаються з целюлози і лігніну. Початкові рослинні тканини руйнуються до сильного розкладанням на початку стадії торфоутворення. Маленькі частинки цементуються гумусовими колоїдами всередині торфу і згодом гомогенізуються в процесі геохімічної геліфікації (вітринітизації). Джерелом К. є речовини, отримані з целюлози. Попередниками К. у молодому вугіллі є аттриніт і денсиніт.
У вугіллі К. є вітринітовим мацералом, який зустрічається у найбільшій кількості. К. присутній у всьому твердому вугіллі і є основним компонентом клариту. Рідше він зустрічається у вітринертиті і тримацериті, а також в дуриті. У вугіллі палеозою вітрит, що складається з К., рідкісний. У осадових породах органічний детрит звичайно тонко диспергований, а К. зустрічається рідко. К. є компонентом керогену типу III.

## Технологічні властивості
К. — вітринітовий мацерал з найвищим виходом летких речовин, які при коксуванні відходять першими. Вміст бітуму в К. впливає на спікливість і коксівну здатність вугілля. У процесі гідрогенізації К. значною мірою сприяє утворенню продуктів зрідження. К. також виявляє реакційну здатність на ранньому етапі процесу горіння. Він дегазується і утворює пори раніше, ніж попутний ліптиніт. При слабкому вигорянні К. утворює карбосфери.